# Гемме (Німеччина)
Гемме (нім. Hemme) — громада в Німеччині, розташована в землі Шлезвіг-Гольштейн. Входить до складу району Дітмаршен. Складова частина об'єднання громад КЛГ-Айдер.
Площа — 16,53 км2. Населення становить 503 ос. (станом на 31 грудня 2020).

## Галерея

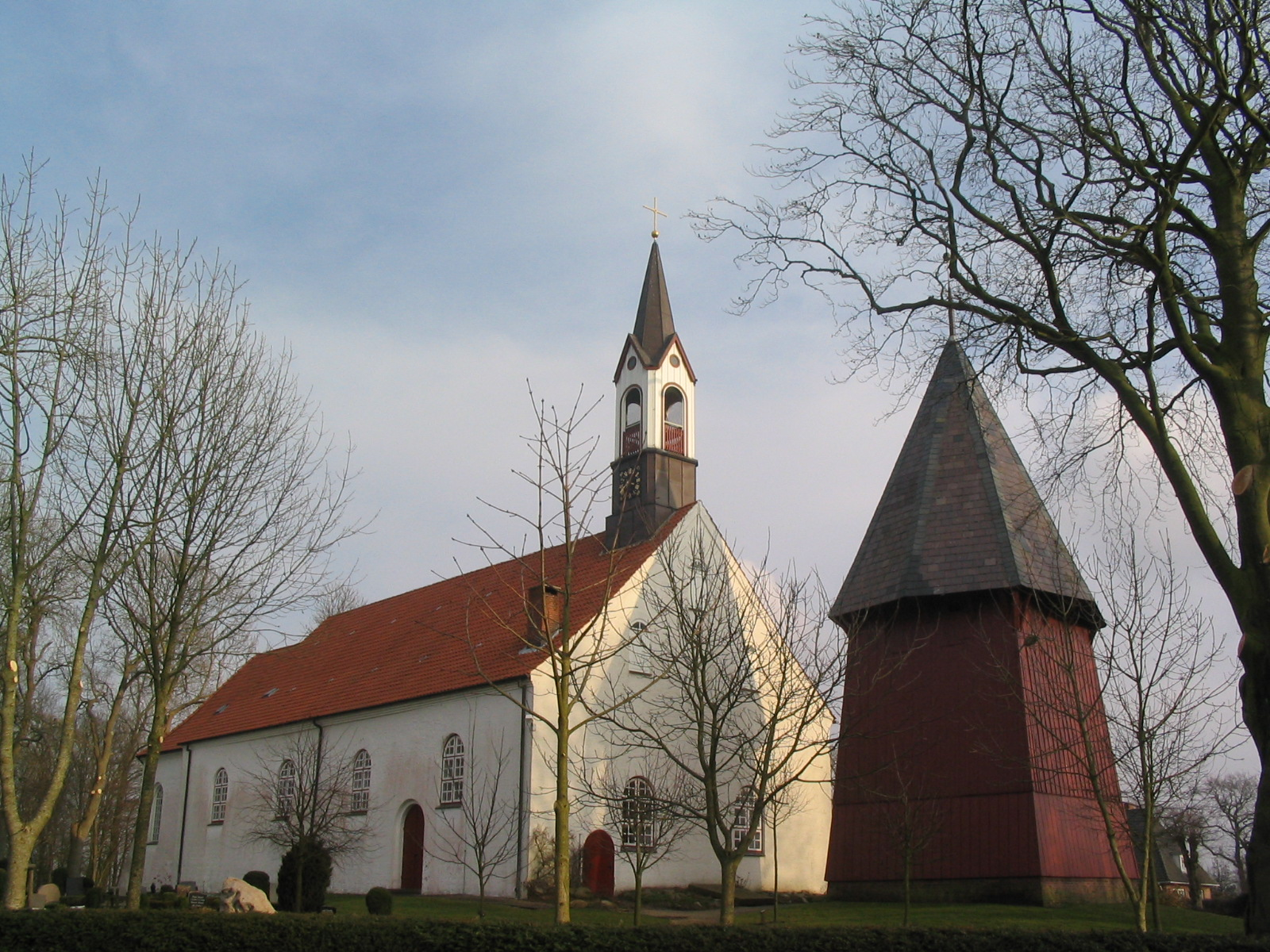